# Aecjusz z Antiochii
Aecjusz z Antiochii (ur. ok. 313, zm. 365 lub 367) – ariański teolog, wyświęcony na diakona przez Leoncjusza z Antiochii. Jest autorem dzieła Syntagmation (Zestawienie tez o Bogu niezrodzonym i zrodzonym).